# Hutchinsonite
L'hutchinsonite est une espèce minérale, sulfosel d'arsenic, de plomb et de thallium de formule (Pb,Tl)2As5S9, avec des traces d’argent et d’étain.

## Historique de la description et appellations

### Inventeur et étymologie
Décrit par le minéralogiste Solly en 1904 et dédié à Arthur Hutchinson'(1866-1937), professeur de minéralogie, à l'Université de Cambridge, Angleterre.

### Topotype
Carrière de Lengenbach, Binntal, Valais, Suisse

## Caractéristiques physico-chimiques

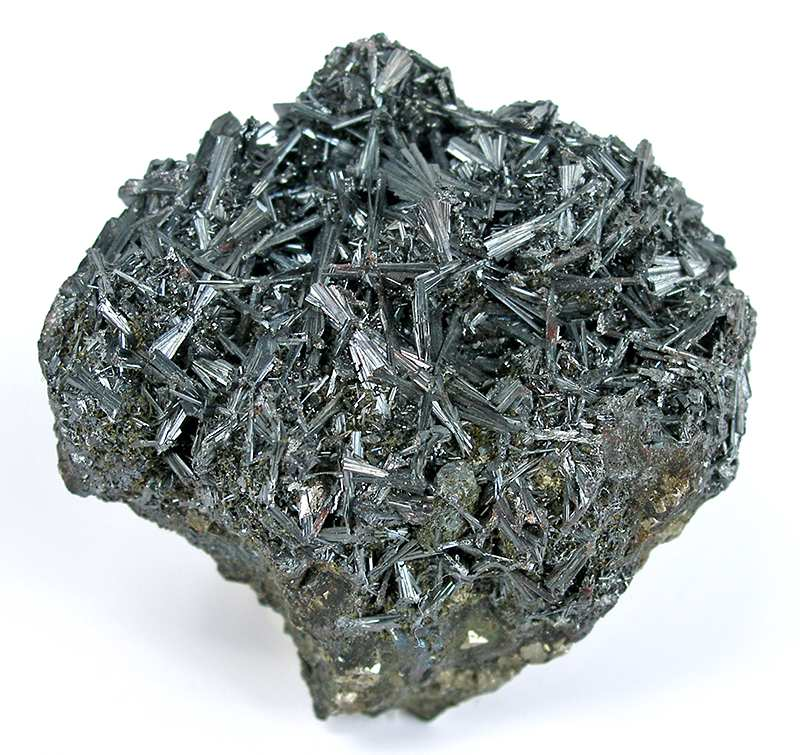
Échantillon présentant les deux habitus de l'hutchinsonite : des cristaux prismatiques aciculaires individualisés et d'autres plus courts disposés en agrégats fibreux à disposition radiée

### Cristallographie
- Paramètres de la maille conventionnelle : a = 10,78, b = 35,28, c = 8,14, Z = 8 ; V = 3095,79
- Densité calculée = 4,61

## Gîtes et gisements

### Gîtologie et minéraux associés
La hutchinsonite se trouve dans des veines hydrothermales.

### Gisements producteurs de spécimens remarquables
- Suisse

Carrière de Lengenbach, Binntal, Valais
- Pérou

Mine de Quiruvilca, District de Quiruvilca, Province  de Santiago de Chuco

## Galerie

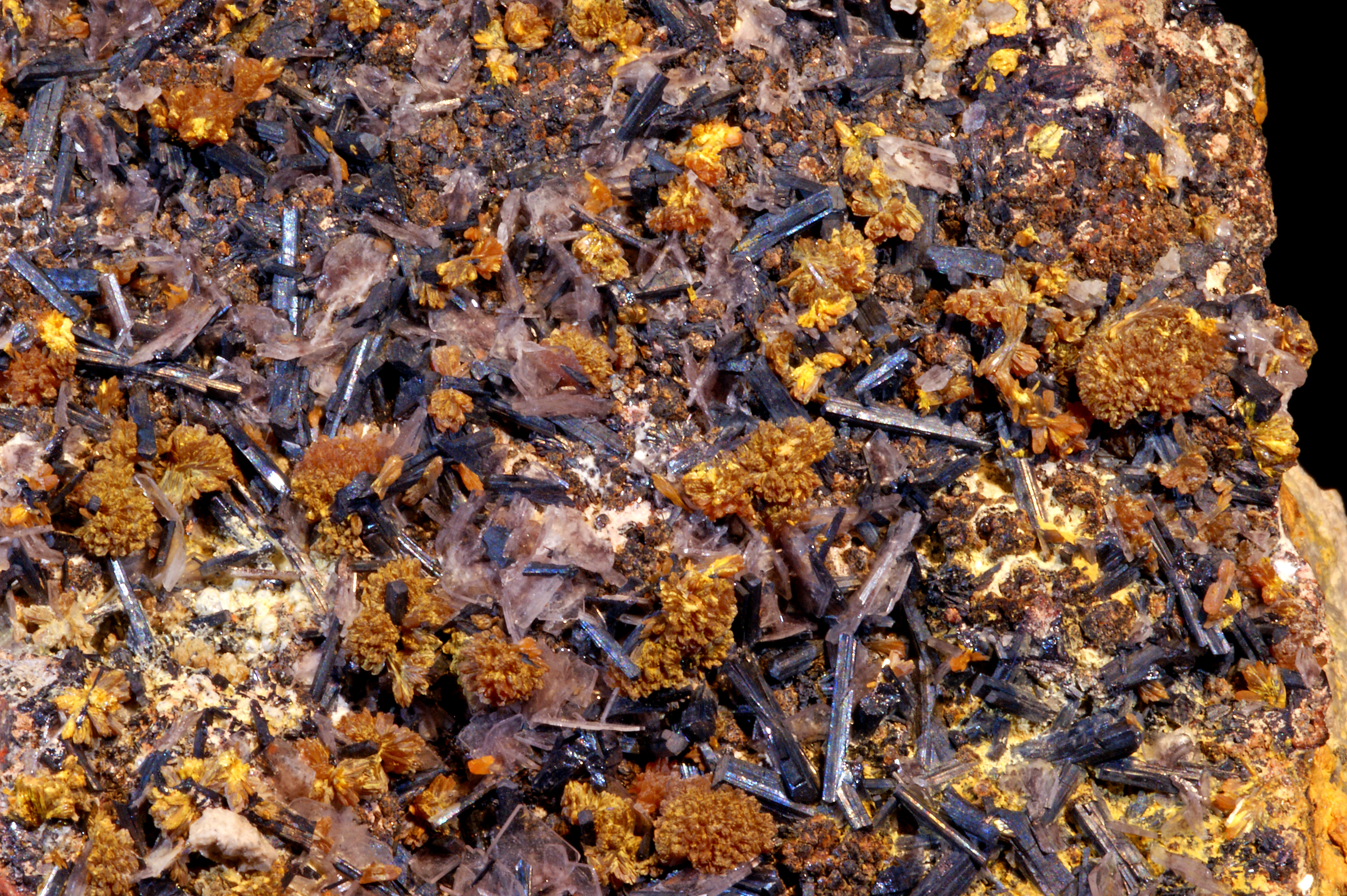
Hutchinsonite Réalgar et barite - Quiruvilca  - Pérou (xx7mm)
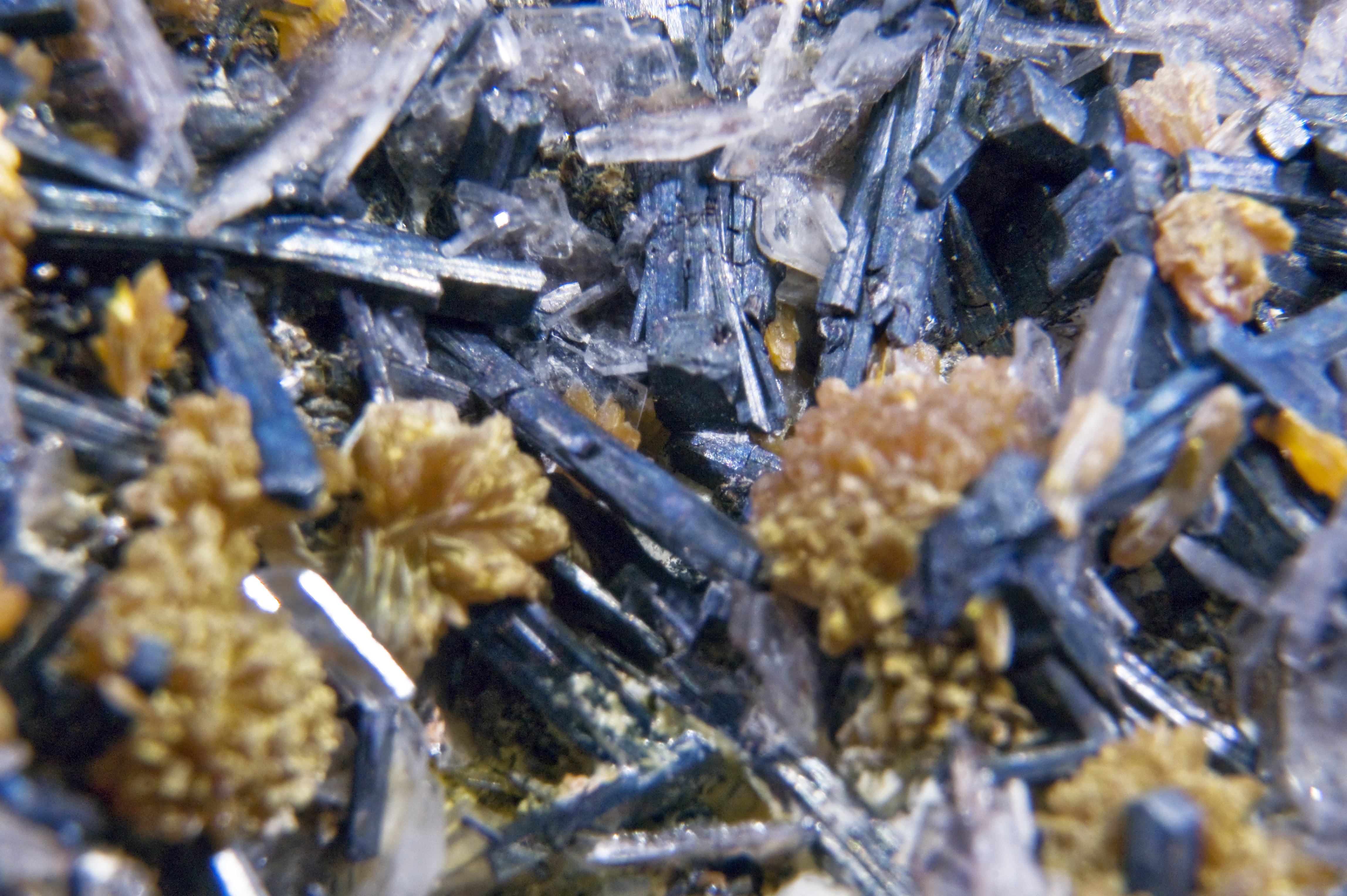
Hutchinsonite Réalgar et barite - Quiruvilca  - Pérou (xx7mm)